# Ormosia
Genre
Classification phylogénétique
Synonymes
- Anatropostylia (Plitmann) Kupicha
- Arillaria Kurz.
- Chaenolobium Miq.
- Fedorouia Yakovlev (lapsus)
- Fedorovia Yakovlev
- Layia Hook. & Arn. (non Hook. & Arn. ex DC.: nom. rej.)
- Macrotropis DC.
- Macroule Pierce
- Ormosiopsis Ducke
- Placolobium Miq.
- Podopetalum F.Muell.
- Ruddia Yakovlev
- Toulichiba Adans. nom. rej.
- Trichocyamos Yakovlev[2] Yakovlev

Ormosia est un genre de plantes à fleurs dicotylédones de la famille des Fabaceae, sous-famille des Faboideae, originaire d'Amérique, d'Asie et d'Australie, qui compte environ 120-140 espèces acceptées, et dont l'espèce type est Robinia coccinea (Aubl.) Jacks..
Le nom « Ormosia » proviendrait du grec ὅρμος hórmos signifiant « collier», en référence aux graines noires et rouges chatoyantes (souvent toxiques) employées en perlerie.

## Chimie
Les espèces du genre Ormosia contiennent des alcaloïdes quinolizidinique dipipéridinique (spartéine et lupanine) qui en plus de leur toxicité notable, présentent des activités hypnotiques, morphiniques, anti-arythmiques, diurétiques et affectent la vision.

## Sélection d'espèces
Espèces de Guyane :
- Ormosia cinerea Benoist, 1920 - Subendémique
- Ormosia coccinea (Aubl.) Jacks., 1811
- Ormosia coutinhoi Ducke, 1922
- Ormosia costulata (Miq.) Kleinhoonte, 1925 - Subendémique
- Ormosia lignivalvis Rudd, 1965
- Ormosia paraensis Ducke, 1925
- Ormosia coarctata Jacks., 1811
- Ormosia stipularis Ducke, 1925
- Ormosia bolivarensis (Rudd) C.H.Stirt., 1999
- Ormosia nobilis Tul., 1844 var. nobilis
- Ormosia flava (Ducke) Rudd, 1965
- Ormosia melanocarpa Kleinhoonte, 1926 - Subendémique

## Liste d'espèces
Selon GBIF (6 juin 2022) :
- Ormosia acuminata Graham
- Ormosia altimontana Meireles & H.C.Lima
- Ormosia amazonica Ducke
- Ormosia antioquensis Rudd
- Ormosia apiculata H.Y.Chen
- Ormosia arborea (Vell.) Harms
- Ormosia assamica Yakovlev
- Ormosia bahiensis Monach.
- Ormosia balansae Drake
- Ormosia bancana (Miq.) Merr.
- Ormosia bancana Prain, 1900
- Ormosia bolivarensis (Rudd) C.H.Stirt.
- Ormosia boluoensis Y.Q.Wang & P.Y.Chen
- Ormosia bopiensis J.F.Macbr.
- Ormosia bopiensis Pierce
- Ormosia calavensis Azaola
- Ormosia calavensis Blanco
- Ormosia cambodiana Gagnep.
- Ormosia carinata N.Zamora
- Ormosia chevalieri Niyomdham
- Ormosia cinerea Benoist
- Ormosia coarctata Jacks.
- Ormosia coarctata Jacq.
- Ormosia coccinea (Aubl.) Jacks.
- Ormosia colombiana Rudd
- Ormosia costulata (Miq.) Kleinhoonte
- Ormosia coutinhoi Ducke
- Ormosia crassivalvis Gagnep.
- Ormosia cruenta Rudd
- Ormosia cuatrecasasii Rudd
- Ormosia discolor Spruce ex Benth.
- Ormosia elata Rudd
- Ormosia elliptica Q.W.Yao & R.H.Chang
- Ormosia emarginata (Hook. & Arn.) Benth.
- Ormosia eugeniifolia Tsiang ex R.H.Chang
- Ormosia excelsa Benth.
- Ormosia fastigiata Tul.
- Ormosia ferruginea R.H.Chang
- Ormosia flava (Ducke) Rudd
- Ormosia fordiana Oliv.
- Ormosia formosana Kaneh.
- Ormosia friburgensis Taub. ex Glaz.
- Ormosia friburgensis Taub. ex Harms
- Ormosia froesii Rudd
- Ormosia galericulata C.H.Stirt.
- Ormosia glaberrima Y.C.Wu
- Ormosia glauca Wall.
- Ormosia gracilis Prain
- Ormosia grandiflora (Tul.) Rudd
- Ormosia grandistipulata Whitmore
- Ormosia grossa Rudd
- Ormosia hekouensis R.H.Chang
- Ormosia hengchuniana T.C.Huang, S.F.Huang & K.C.Yang
- Ormosia henryi Prain
- Ormosia hoaensis Pierre ex Gagnep.
- Ormosia holerythra Ducke
- Ormosia hosiei Hemsl. & E.H.Wilson
- Ormosia howii L.Chen
- Ormosia howii Merr. & Chun
- Ormosia howii Merr. & Chun ex H.Y.Chen
- Ormosia indurata H.Y.Chen
- Ormosia inflata Merr. & Chun ex H.Y.Chen
- Ormosia inflata Merr. & L.Chen
- Ormosia intermedia N.Zamora
- Ormosia isthmensis Standl.
- Ormosia jamaicensis Urb.
- Ormosia kerrii Niyomdham
- Ormosia krugii Urb.
- Ormosia laosensis Niyomdham
- Ormosia larecajana Rudd
- Ormosia laxa Prain
- Ormosia lewisii D.B.O.S.Cardoso, C.H.Stirt. & Torke
- Ormosia lignivalvis Rudd
- Ormosia limae D.B.O.S.Cardoso & L.P.Queiroz
- Ormosia longipes F.H.Chen
- Ormosia longipes H.Y.Chen
- Ormosia macrocalyx Ducke
- Ormosia macrodisca Baker
- Ormosia macrophylla Benth.
- Ormosia maguireorum Rudd
- Ormosia mataridek Aymard & Sanoja
- Ormosia mekongensis Mattapha, Suddee & Rueangr.
- Ormosia melanocarpa Kleinhoonte
- Ormosia merrilliana H.Y.Chen
- Ormosia microphylla Merr.
- Ormosia minor Vogel
- Ormosia monosperma (Sw.) Urb.
- Ormosia nanningensis H.Y.Chen
- Ormosia nanningensis L.Chen
- Ormosia napoensis Z.Wei & R.H.Chang
- Ormosia nitida Vogel
- Ormosia nobilis Tul.
- Ormosia nuda (F.C.How) R.H.Chang & Q.W.Yao
- Ormosia oaxacana Rudd
- Ormosia olivacea H.Y.Chen
- Ormosia olivacea L.Chen
- Ormosia ormondii (F.Muell.) Merr. ex H.Y.Chen
- Ormosia pachycarpa Champ. ex Benth.
  - Ormosia pachycarpa var. pachycarpa 
  - Ormosia pachycarpa var. tenuis Chun ex R.H.Chang
- Ormosia pachyptera H.Y.Chen
- Ormosia pachyptera L.Chen
- Ormosia panamensis Benth.
- Ormosia panamensis Benth. ex Seem.
- Ormosia paniculata Merr.
- Ormosia paraensis Ducke
- Ormosia penangensis Ridl.
- Ormosia peruviana Rudd
- Ormosia pingbianensis W.C.Cheng & R.H.Chang
- Ormosia pinnata (Lour.) Merr.
- Ormosia poilanei Niyomdham
- Ormosia polita Prain
- Ormosia pubescens R.H.Chang
- Ormosia purpureiflora H.Y.Chen
- Ormosia purpureiflora L.Chen
- Ormosia revoluta Rudd
- Ormosia ridleyi Prain, 1897
- Ormosia robusta (Wight) Voigt
- Ormosia robusta Baker
- Ormosia robustoides Prasad, 1990
- Ormosia ruddiana Yakovlev
- Ormosia santaremnensis Ducke
- Ormosia saxatilis K.M.Lan
- Ormosia scandens Prain
- Ormosia schunkei Rudd
- Ormosia semicastrata Hance
- Ormosia sericeolucida H.Y.Chen
- Ormosia sericeolucida L.Chen
- Ormosia simplicifolia Merr. & Chun
- Ormosia smithii Rudd
- Ormosia solimoesensis Rudd
- Ormosia steyermarkii Rudd
- Ormosia stipulacea Meeuwen
- Ormosia stipularis Ducke
- Ormosia striata Dunn
- Ormosia subsessilis Pittier
- Ormosia subsimplex Spruce ex Benth.
- Ormosia sumatrana (Miq.) Prain
- Ormosia surigaensis Merr.
- Ormosia tavoyana Prain
- Ormosia timboensis D.B.O.S.Cardoso, Meireles & H.C.Lima
- Ormosia tonkinensis Gagnep.
- Ormosia tovarensis Pittier
- Ormosia travancorica Bedd.
- Ormosia trifoliolata Huber
- Ormosia tsangii H.Y.Chen
- Ormosia tsangii L.Chen
- Ormosia vagraja C.H.Stirt.
- Ormosia velutina Rudd
- Ormosia velutina Rudol
- Ormosia venezolana Rudd
- Ormosia venosa Baker
- Ormosia vicosana Rudd
- Ormosia watsonii C.E.C.Fisch.
- Ormosia williamsii Rudd
- Ormosia xylocarpa Merr. & Chun ex H.Y.Chen
- Ormosia xylocarpa Merr. & L.Chen
- Ormosia yunnanensis Prain
- Placolobium ellipticum N.D.Khôi & Yakovlev
- Placolobium vietnamense N.D.Khôi & Yakovlev

Selon The Plant List (5 octobre 2018) :
- Ormosia amazonica Ducke
- Ormosia antioquensis Rudd
- Ormosia apiculata L.Chen
- Ormosia arborea (Vell.) Harms
- Ormosia assamica Yakovlev
- Ormosia avilensis Pittier
- Ormosia bahiensis Monach.
- Ormosia balansae Drake
- Ormosia bancana (Miq.) Merr.
- Ormosia bolivarensis (Rudd) C.H. Stirt.
- Ormosia boluoensis Y.Q. Wang & P.Y. Chen
- Ormosia bopiensis J.F.Macbr.
- Ormosia calavensis Blanco
- Ormosia cambodiana Gagnep.
- Ormosia chevalieri Niyomdham
- Ormosia cinerea Benoist
- Ormosia coarctata Jacks.
- Ormosia coccinea (Aubl.) Jacks.
- Ormosia colombiana Rudd
- Ormosia costulata (Miq.) Kleinhoonte
- Ormosia coutinhoi Ducke
- Ormosia crassivalvis Gagnep.
- Ormosia cruenta Rudd
- Ormosia cuatrecasasii Rudd
- Ormosia discolor Benth.
- Ormosia elata Rudd
- Ormosia elliptica Q.W.Yao & R.H.Chang
- Ormosia emarginata (Hook. & Arn.) Benth.
- Ormosia eugeniifolia R.H.Chang
- Ormosia excelsa Benth.
- Ormosia fastigiata Tul.
- Ormosia ferruginea R.H.Chang
- Ormosia flava (Ducke) Rudd
- Ormosia fordiana Oliv.
- Ormosia formosana Kaneh.
- Ormosia friburgensis Glaz.
- Ormosia froesii Rudd
- Ormosia glaberrima Y.C.Wu
- Ormosia glauca Wall.
- Ormosia gracilis Prain
- Ormosia grandiflora (Tul.) Rudd
- Ormosia grandistipulata Whitmore
- Ormosia grossa Rudd
- Ormosia hekouensis R.H.Chang
- Ormosia hengchuniana T.C. Huang, S.F. Huang & K.C. Yang
- Ormosia henryi Prain
- Ormosia hoaensis Gagnep.
- Ormosia holerythra Ducke
- Ormosia hosiei Hemsl. & E.H.Wilson
- Ormosia howii L.Chen
- Ormosia indurata L.Chen
- Ormosia inflata Merr. & L.Chen
- Ormosia intermedia N. Zamora
- Ormosia isthmensis Standl.
- Ormosia jamaicensis Urb.
- Ormosia kerrii Niyomdham
- Ormosia krugii Urb.
- Ormosia laosensis Niyomdham
- Ormosia larecajana Rudd
- Ormosia lignivalvis Rudd
- Ormosia longipes L.Chen
- Ormosia macrocalyx Ducke
- Ormosia macrodisca Baker
- Ormosia macrophylla Benth.
- Ormosia maguireorum Rudd
- Ormosia melanocarpa Kleinhoonte
- Ormosia merrilliana H.Y. Chen
- Ormosia microphylla Merr. & L.Chen
- Ormosia minor Vogel
- Ormosia monosperma (Sw.) Urb.
- Ormosia nanningensis L.Chen
- Ormosia napoensis Z.Wei & R.H.Chang
- Ormosia nitida Vogel
- Ormosia nobilis Tul.
- Ormosia nuda (F.C.How) R.H.Chang & Q.W.Yao
- Ormosia oaxacana Rudd
- Ormosia olivacea L.Chen
- Ormosia ormondii (F.Muell.) Merr.
- Ormosia pachycarpa Benth.
- Ormosia pachyptera L.Chen
- Ormosia panamensis Benth.
- Ormosia paniculata Merr.
- Ormosia paraensis Ducke
- Ormosia penangensis Ridl.
- Ormosia peruviana Rudd
- Ormosia pingbianensis W.C.Cheng & R.H.Chang
- Ormosia pinnata (Lour.) Merr.
- Ormosia poilanei Niyomdham
- Ormosia polita Prain
- Ormosia pubescens R.H.Chang
- Ormosia purpureiflora L.Chen
- Ormosia revoluta Rudd
- Ormosia robusta Baker
- Ormosia ruddiana Yakovlev
- Ormosia saxatilis K.M.Lan
- Ormosia scandens Prain
- Ormosia schippii Standl. & Steyerm.
- Ormosia schunkei Rudd
- Ormosia semicastrata Hance
- Ormosia sericeolucida L.Chen
- Ormosia simplicifolia Merr. & L.Chen
- Ormosia smithii Rudd
- Ormosia solimoesensis Rudd
- Ormosia steyermarkii Rudd
- Ormosia stipulacea Meeuwen
- Ormosia stipularis Ducke
- Ormosia striata Dunn
- Ormosia subsimplex Spruce ex Benth.
- Ormosia sumatrana (Miq.) Prain
- Ormosia surigaensis Merr.
- Ormosia tavoyana Prain
- Ormosia tonkinensis Gagnep.
- Ormosia tovarensis Pittier
- Ormosia travancorica Bedd.
- Ormosia tsangii L.Chen
- Ormosia velutina Rudd
- Ormosia venezolana Rudd
- Ormosia venosa Baker
- Ormosia vicosana Rudd
- Ormosia williamsii Rudd
- Ormosia xylocarpa Merr. & L.Chen
- Ormosia zahnii Harms